# 黄阁汽车城站
黃閣汽車城站是廣州地鐵四號線的高架車站，於2006年12月30日啟用；車站位於中國廣東省廣州市南沙区黄阁镇市南大道黄阁北路口南侧，丰田汽车城以南。
值得一提的是，本站与9号线花都汽车城站中的“汽车城”英文表示不同，黄阁汽车城以“Auto Town”来表示，花都汽车城则以“Autocity”来表示。

## 车站结构

### 车站楼层
本站共有三层，地上三层为4号线月台层；地上二层为东站厅、西站厅、以及行人过街天桥；地面为各出入口以及市南大道、鸡谷山路、黄阁镇莲溪村、广汽丰田工厂等邻近建筑。
| 地上三层 | 侧式站台 | 侧式站台                                  | 侧式站台 | 侧式站台 |
|          | 1 站台   | █4号线 黃村方向（下站：庆盛）             |          |          |
|          | 2 站台   | █4号线 南沙客运港方向（下站：黄阁）       |          |          |
|          | 侧式站台 |                                           |          |          |
| 地上二层 | 西站廳   | 售票機、客服中心、安检设施、卫生间        |          |          |
|          | 天桥     | 付费区来往东西站厅及站台 非付费区过街天桥 |          |          |
|          | 东站廳   | 售票機、客服中心、安检设施                |          |          |
| 地面     |          | 车站出入口                                |          |          |

### 站厅
黄阁汽车城站设置东、西两个站厅，均位于地上二层。各站厅各布置一个出入口。两个站厅无论在付费区和非付费区范围均有行人天桥连接。
车站付费区设于西站厅东侧、东站厅西侧，付费区行人天桥设于车站的中心处，方便连接两个站台和两侧站厅的付费区范围。付费区行人天桥和两个站台通过4台扶手电梯以及2条楼梯连接。由于车站站台部分采用架空设计，因此本站付费区行人天桥连接两个站台处无法设置专用电梯，为了弥补不足，在两组楼梯旁设有轮椅升降台以方便轮椅乘客使用车站。
另外，黄阁汽车城站設有自动售卖机等设施。本站的卫生间设于东站厅收费区的车站控制室旁。

### 月台

2号月台全景图

本站设有两个侧式月台，位于市南大道的上空。

### 出入口
黄阁汽车城站现设有2个出入口。为方便轮椅乘客使用车站，2个出入口均设有专用电梯。
|                                           |                                                       |      |          |                                                                      |
| 編號                                      | 设施                                                  | 照片 | 出口指示 | 建議前往的目的地                                                     |
| A                                         | 盲道标志 · 升降机标志 · 无障碍通道标志 · 扶手电梯标志 |      | 市南大道 | 鸡谷山路、莲溪村、黄阁中学、黄阁镇、黄阁汽车城地铁站公交车站（南行） |
| B                                         | 盲道标志 · 升降机标志 · 无障碍通道标志 · 扶手电梯标志 |      | 市南大道 | 黄阁汽车城地铁站公交车站（北行）、黄阁公交总站                       |
| 註： 設有 \| 設有 \| 設有 \| 設有扶手電梯 |                                                       |      |          |                                                                      |

## 接驳交通
| 编号 | 编号    | 线路           | 线路 | 线路             | 收费  | 备注                   |
| ---- | ------- | -------------- | ---- | ---------------- | ----- | ---------------------- |
|      | 南沙38  | 东涌湖公交总站 | ⇆    | 虎门轮渡码头     | 2元   |                        |
|      | 南沙55  | 新兴村委       | ⇆    | 庆盛枢纽公交总站 | 2元   | 20–30分/班             |
|      | 南沙56  | 聚豪新村       | ⇆    | 蕉门公交总站     | 2元   | 25分/班                |
|      | 南沙61  | 黄山鲁西门     | ⇆    | 万科海上明月     | 2元   |                        |
|      | 南沙70  | 蕉门公交总站   | ⇆    | 番禺市桥汽车站   | 2–4元 |                        |
|      | 南沙G2  | 蕉门公交总站   | ⇆    | 万顷沙公交总站   | 2元   | 30分/班                |
|      | 南沙夜1 | 万科海上明月   | ↺    | 丰田汽车厂       | 3元   | 南沙61路的夜班公交形式 |

| 编号 | 编号          | 线路                 | 线路 | 线路                 | 收费  | 备注                   |
| ---- | ------------- | -------------------- | ---- | -------------------- | ----- | ---------------------- |
|      | 南沙3         | 南沙湾               | ⇆    | 黄阁公交总站         | 2元   |                        |
|      | 南沙69中山980 | （中山）三角国宇豪庭 | ⇆    | （广州）黃阁公交总站 | 2–4元 |                        |
|      | 南沙夜1       | 万科海上明月         | ↺    | 丰田汽车厂           | 3元   | 南沙61路的夜班公交形式 |

## 利用情况
本站北边为著名的广汽丰田汽车城，同时车站西南面为黄阁镇莲溪村，車站附近又設有多个公交车站，供乘客轉乘巴士前往乌洲村、汽车城以西区域以及莲溪村一带等地；因此本站在上、下班時段會顯得非常繁忙。

## 歷史
本站最早出現在2003年的方案中，当时仍为3号线的车站之一。后来局部修改的方案中成为4號綫的一部分并延長至南沙，本站作為新出現的4號線的中途站之一，当时被称为黄阁北站，位置与现时基本一致。
隨後本站随4号线二期工程在2004年4月25日批覆可行性报告。本站在2006年5月更名為“廣州豐田汽車城站”；後經地名委員會批准，再次更名為“黃閣汽車城站”。2006年12月30日，4號線二期首通段开通运营，本站正式启用。
2021年6月5日，为配合南沙区政府的疫情防控措施和全员核酸检测工作，本站停止对外运营服务；后于当日晚些时候恢复运营，所有出入口调整为只出不入，直至6月7日首班车起恢复。